# Carlos Alberto de Menezes
Carlos Alberto de Menezes (Cantagalo, 15 de outubro de 1855 — Recife, 1 de novembro de 1904) foi um engenheiro civil, industrial e líder católico pernambucano. Destacou-se na arregimentação das forças católicas, particularmente no terreno social. Foi responsável pela criação dos sindicatos no Brasil, fundando o primeiro sindicato no país, em Camaragibe, e escrevendo as duas primeiras leis sindicais brasileiras, apresentadas na Câmara dos Deputados por seu aliado Joaquim Inácio Tosta. Organizou em sua fábrica a primeira vila operária da América Latina.

## Biografia
Carlos Alberto de Menezes nasceu em 15 de outubro de 1855, sendo o segundo filho do engenheiro carioca Camilo Maria de Menezes e de Dona Maria Gertrudes de Figueiredo. Finalizou os estudos iniciais no Colégio Pedro II em 1872, recebendo o título de bacharel em letras. A partir de 1874, cursou a Escola Politécnica Fluminense, pela qual obteve o título de engenheiro civil em 1878. Uma formação profissional altamente qualificada de engenheiro, categoria que então não estava na vanguarda do desenvolvimento do Brasil.
Através de contatos, foi introduzido na Sociedade de São Vicente de Paulo, ingressando nas fileiras dos vicentinos. Participou intensamente da Conferência Vincentina, o que marcou profundamente sua sensibilidade para com os pobres e menos privilegiados.

### Carreira na engenharia ferroviária
Nessa época, trabalhou primeiro como fiscal na construção dos serviços ferroviários que de Recife se faziam na direção do rio São Francisco. Em 1880, voltou para o Sul e casou-se com Maria Angélica Lacerda, filha de Antônio Francisco de Lacerda (filho), ilustre industrial baiano que construiu o Elevador Lacerda, primeiro elevador de Salvador. Casado, regressou para Pernambuco, passando a trabalhar como fiscal na construção da chamada Estrada de Ferro Central de Pernambuco. Fixou residência em Jaboatão. Nasce em 1881 Maria Adélia e, em 1883, Camilo, seus primeiros filhos. No ano de 1884, volta Carlos Alberto para o Rio de Janeiro, onde constrói um trecho da estrada de ferro do Norte do Estado do Rio. Trabalha depois em Tingui, no serviço de abastecimento d'água, nascendo Luis, seu terceiro filho.
As boas relações que foram deixadas em Pernambuco, de amigos que sabiam apreciá-lo, o levaram, a partir de 1886, a trabalhar na companhia que explorava o sistema de comunicações urbanas de Recife, a Ferro Carril, sediada no Rio de Janeiro. Fixa novamente sua residência no Chora Menino, em Recife, onde nasceram seus filhos Carlos Alberto, em 1887, e Vicente, em 1889. Exerceu a função de gerente. Retirou-se da Ferro Carril em 1891, justificando-se perante a diretoria pela obrigação de prover o futuro de sua família, aproveitando interesses mais vantajosos que lhe foram oferecidos na administração de uma empresa industrial. 

### Fundação da Companhia Industrial Pernambucana e ação social
Em 1889, seu amigo e empreendedor argentino, Pereira Carneiro, sabia que as tecelagens no Rio de Janeiro eram muito rentáveis, mesmo com a concorrência estrangeira. Juntamente com Antônio Muniz Machado e outros sócios, fundou a Companhia Industrial Pernambucana em 23 de janeiro de 1891.
Carneiro, que já era dono de uma Usina em Goiana no mesmo estado, estabeleceu a Fábrica de Tecidos de Camaragibe no engenho Camaragibe, no então município de São Lourenço da Mata. Carlos Alberto foi convidado a ser o diretor gerente da Fábrica de Tecidos. Convenceu, então, Carneiro a incluir nos estatutos da nova companhia um parágrafo, garantindo um tratamento mais cristão para seus futuro operários. Antecipou assim as orientações da enclíclica Rerum Novarum, do papa Leão XIII, promulgada em 15 de maio.
No mesmo ano, Carlos Alberto partiu para a Europa, encarregado de colher informações sobre outras fábricas de tecidos fora do país. Uma vez por lá, conheceu uma experiência de gerência cristã na Fábrica de León Harmel no Val-des-Bois, na França.
Com a influência do trabalho de Harmel, juntamente com a maquinaria necessária para a criação de uma empresa têxtil no primeiro surto industrial brasileiro, Menezes deixaria a faceta rural do país de lado, envolvido com empresários e profissionais qualificados franceses e alemães.
Na França conheceu Pierre Collier, retornando com ele ao Brasil em dezembro de 1891. Collier era um jovem engenheiro, que se tornaria mais tarde seu genro ao se casar com Maria Adélia, criando uma profunda amizade entre suas famílias. Outros estrangeiros que por ali estavam, como Friedrich Otto Kummer, jovem engenheiro alemão das redondezas de Munique, buscavam juntos as novas técnicas e tecnologias que pudessem desenvolver a economia local e a venda de produtos para o mercado consumidor.
Aos poucos surgiram as fábricas, e a primeira Vila Operária da América Latina, a "Vila da Fábrica", com altos padrões de higiene para a época. Carlos Alberto zelava pelos bons costumes e hábitos na vila, buscando uma convivência próspera e civilizada entre seus operários e familiares.
Mais tarde, em junho de 1900, Carlos Alberto fundou a Corporação Operária de Camaragibe, onde era diretor. A Corporação surgiu forte e independente da vontade dos patrões, garantida por si e pela lei. Todos os operários de Camaragibe faziam parte dela, que tinha uma função moral, pois desenvolveria toda a sorte de benefício moral, material, espiritual e intelectual para eles e suas famílias. Educar o operário pela prática da associação, desenvolvendo o espírito da união, solidariedade e fraternidade. 
A Corporação daria origem, em 1902, à Federação Operária Cristã, influente não só em Pernambuco, mas também em Alagoas, Ceará e Rio Grande do Norte. Ao lado de Collier, Carlos Alberto fazia uso da força política fornecida pela sua rede de associações para manter articulação com políticos, com os quais negociava meios de conquistas melhorias nas condições de vida e trabalho dos trabalhadores, e avanços na legislação social, então praticamente inexistente.

### Morte
Faleceu em 1º de novembro de 1904. Seu enterro teve o acompanhamento de 78 carros, 6 bondes especiais e aguardavam no cemitério centenas de pessoas. A fábrica foi repassada a seu genro Pierre Collier, e em seguida a seus filhos. Em 1987 foi adquirida pelo grupo Braspérola, desativada e logo depois revendida ao grupo Vivabrás, iniciando mais uma vez a lembranças dos saudosos pioneiros.